# Rick Houenipwela
Rick Houenipwela, más conocido como Rick Hou, (n. 8 de agosto de 1958) es un político salomonense. Entre 2017 y 2019 se desempeñó como Primer Ministro de las Islas Salomón.

## Vida y Carrera
Tiene una licenciatura en contabilidad y se desempeñó como gobernador del Banco Central de las Islas Salomón "por más de 15 años" antes de convertirse en asesor principal del director ejecutivo del Banco Mundial, y luego entrar en la política. El Solomon Times lo describió como "una de las figuras públicas clave en las Islas Salomón cuya credibilidad está intacta", si no se mejora, después de resistir la corrupción y varios intentos de defraudadores para llevar a la quiebra a la nación durante el conflicto étnico" de principios de la década de 2000.
La revista Islands Business lo nombró "Hombre del Año" para la región del Pacífico en 2003, en el momento en que era Gobernador del Banco Central. Sean Dorney, de ABC Radio, lo describió en 2011 como un crítico de la explotación excesiva de los bosques del país, un hombre modesto que había mostrado "fortaleza [...] a lo largo de los años al enfrentarse a los que explotaron el país". Tomó una posición valiente al defender al Banco Central de la extorsión ante la considerable intimidación de aquellos con armas de fuego durante la peor de las tensiones étnicas".
Su carrera en la política nacional comenzó cuando fue elegido para integrar el Parlamento como miembro de Small Malaita en las elecciones generales de agosto de 2010, como miembro del Partido Demócrata. El líder del partido, Steve Abana, se convirtió en Líder de la Oposición y nombró a Houenipwela, el ministro de Finanzas y Hacienda. A principios de abril de 2011, habiendo sido expulsado de la dirección de la Oposición, Abana desertó al gobierno del primer ministro Danny Philip, trayendo consigo varios miembros de la oposición, incluido Houenipwela. Este último fue nombrado Ministro de Servicio Público.
A principios de noviembre de 2011, varios ministros se unieron o se reincorporaron a la Oposición, en última instancia derrocando al gobierno. El 9 de noviembre, tres ministros regresaron a la Oposición. Al día siguiente, Rick Hou se unió a ellos. Al día siguiente, el primer ministro Danny Philip despidió al ministro de Finanzas, Gordon Darcy Lilo, según los informes por conspirar con la oposición. Horas después, Phillip anunció su propia renuncia, ya que evidentemente ya no tenía los números para gobernar. El 16 de noviembre, el Parlamento eligió a Lilo para reemplazarlo. Lilo designó a Hou como su Ministro de Finanzas. Tras su nombramiento, Houenipwela le dijo al Solomon Star que trataría de eximir a los "trabajadores mal pagados" del pago de impuestos, mientras que también "bajaría las tasas impositivas para permitir que las empresas sean rentables". Habría un mayor apoyo e inversión gubernamental en los "sectores productivos", incluida la agricultura, el turismo y la pesca.
En abril de 2015, tomó una posición en el Parlamento contra los miembros este que están exentos de pagar el impuesto a la renta. Él declaró que rechazaría su propia exención de impuestos.